# Alessandro Borgo
Pour les articles homonymes, voir Borgo.
Alessandro Borgo, né le 6 février 2005 à Conegliano, est un coureur cycliste italien. Il est membre de l'équipe Bahrain Victorious Development.

## Biographie
Alessandro Borgo s'intéresse au cyclisme depuis son plus jeune âge. Il commence à pratiquer ce sport en compétition vers l'âge de onze ans. Sa première licence est prise au Sprint Vidor La Vallata. Avec ce club, il remporte sa première course en 2021. Il poursuit ensuite sa progression chez les juniors. Durant cette période, il obtient plusieurs victoires et divers accessits au niveau individuel. Il se classe notamment treizième de Gand-Wevelgem juniors en 2023, sous les couleurs de l'équipe nationale d'Italie. 
En 2024, il intègre la formation CTF Victorious, qui sert de réserve pour l'équipe World Tour Bahrain Victorious. Il suit dans le même temps des études d'agriculture et d'œnologie, lorsqu'il ne participe pas à des courses cyclistes. Pour ses débuts espoirs, il décroche rapidement de bons résultats. On peut relever ses troisièmes places au Giro del Medio Brenta et à la Coppa Città di San Daniele. 
Lors de la saison 2025, il confirme ses aptitudes en remportant l'épreuve Gand-Wevelgem espoirs. La même année, il réalise un bon Tour de Bretagne en terminant troisième de la dernière étape et dixième du classement général. Il participe également à diverses compétitions avec la structure World Tour de Bahrain Victorious. Au milieu des professionnels, il se classe huitième de la dernière étape du Tour de La Provence. 

### Profil
Borgo est décrit comme un cycliste plutôt complet, à l'aise dans les ascensions courtes et doté d'une bonne pointe de vitesse. Au moment de son arrivée chez CTF Victorious, il est aussi présenté comme un rouleur convenable. 

## Palmarès et résultats

### Par année
- 2021
  - Mémorial Nicola Tincani
- 2022
  - Gran Premio Eccellenze Valli del Soligo (contre-la-montre par équipes)
  - Vittorio Veneto-San Boldo
  - 3e du Gran Premio dell'Arno
  - 3e du Gran Premio Neri Sottoli
- 2023
  -  Champion d'Italie du contre-la-montre par équipes juniors
  - 1rea étape de l'Eroica Juniores (contre-la-montre par équipes)
  - Trofeo Fans Club Daniele Bennati
  - Trofeo Autodemolizioni Mignolli Giordano
  - Gran Premio Mocaiana
  - Mémorial Ivo Masola
  - Trofeo dell'Uva (contre-la-montre)
  - 2e du Gran Premio Sportivi di Loria
  - 3e du Mémorial Michael Antonelli
  - 3e du Mémorial Sauro Drei
  - 3e de la Noventa Padovana-Enego
  - 3e de la Coppa Pietro Linari
- 2024
  - Coppa Collecchio
  - 2e du championnat d'Italie du contre-la-montre par équipes espoirs
  - 3e du Trofeo Rezzesi Memorial Renato Amantini
  - 3e du Giro del Medio Brenta
  - 3e de la Coppa Città di San Daniele
- 2025
  -  Champion d'Italie sur route espoirs
  - Gand-Wevelgem espoirs

### Classements mondiaux
| Année                                 | 2024 |
| ------------------------------------- | ---- |
| Classement mondial                    | 826e |
| UCI Europe Tour                       | 593e |
|                                       |      |
| Légende : nc = non classéSource : UCI |      |